# Blyg man gör så gott han kan
Blyg man gör så gott han kan (franska: Je suis timide mais je me soigne) är en fransk komedifilm från 1978 i regi av Pierre Richard och i huvudrollen Pierre Richard, Aldo Maccione, Jacques François och Mimi Coutelier.

## Handling
Pierre Renaud, en kassör i ett stort hotell, lider av en sjuklig blyghet. När han förälskar sig i Agnès, vinnaren av en tävling, bestämmer han sig för att övervinna sin blyghet och följer Agnès under hennes hela resa.

## Rollista
- Pierre Richard ... Pierre Renaud
- Aldo Maccione ... Aldo Ferrari
- Jacques François ... Monsieur Henri
- Mimi Coutelier ... Agnès Jensen
- Catherine Lachens ... lastbilschaufför
- Robert Dalban ... bilreparatör
- Jean-Claude Massoulier ... Gilles, speakeren
- Jacques Fabbri ... lastbilschaufför
- Robert Castel ... Trinita
- Raoul Delfosse ... föraren av Peugeot 404
- Sylvie Folgoas ... Bilda
- Gilbert François ... rytm pojke
- Francis Lax ... vin servitör
- Jean-Louis Le Goff ... Albert
- Hélène Manesse ... Irène
- Louis Navarre ... lagledare
- Elisabeth Rambert ... ung flicka
- Dominique Vallée ... dotter till bilreparatör
- Sonia Vareuil ... Françoise

## Om filmen
- Filmen spelades in i Vichy, Allier, i Nice på Promenade des Anglais och i Hôtel Negresco, och i Deauville, Calvados på vintern.